# Аделхайд фон Брауншвайг-Гьотинген
Вижте пояснителната страница за други личности с името Аделхайд.
Аделхайд фон Брауншвайг-Люнебург-Гьотинген (на немски: Adelheid von Braunschweig-Lüneburg-Gottingen; * 25 март 1290; † между 14 февруари и 2 октомври 1311 в Касел) от род Велфи е принцеса от Брауншвайг-Люнебург и Гьотинген и чрез женитба ландграфиня на Долел Хесен.
Тя е най-възрастната дъщеря на херцог Албрехт II (1268 – 1318) от Брауншвайг-Люнебург–Волфенбютел и Гьотинген и съпругата му Рикса фон Верле († 1317).
Аделхайд се омъжва през юли 1306 г. за Йохан фон Хесен († 1311), ландграф на Долел Хесен от 1308 г. Те управляват от Касел. Йохан умира от чума на 14 февруари 1311 г. Аделхайд умира също от чума между 14 февруари и 2 октомври 1311 г. и е погребана до съпруга си в манастир Ахнаберг в днешен Касел. Двамата имат една дъщеря:
- Елизабет фон Хесен († 1339), омъжена за Ото VI фон Оксенщайн († 1377).